# Stenopsylla occipitalis
Stenopsylla occipitalis är en insektsart som beskrevs av Yu 1956. Stenopsylla occipitalis ingår i släktet Stenopsylla och familjen spetsbladloppor. Inga underarter finns listade i Catalogue of Life.